# Vlag van Leur

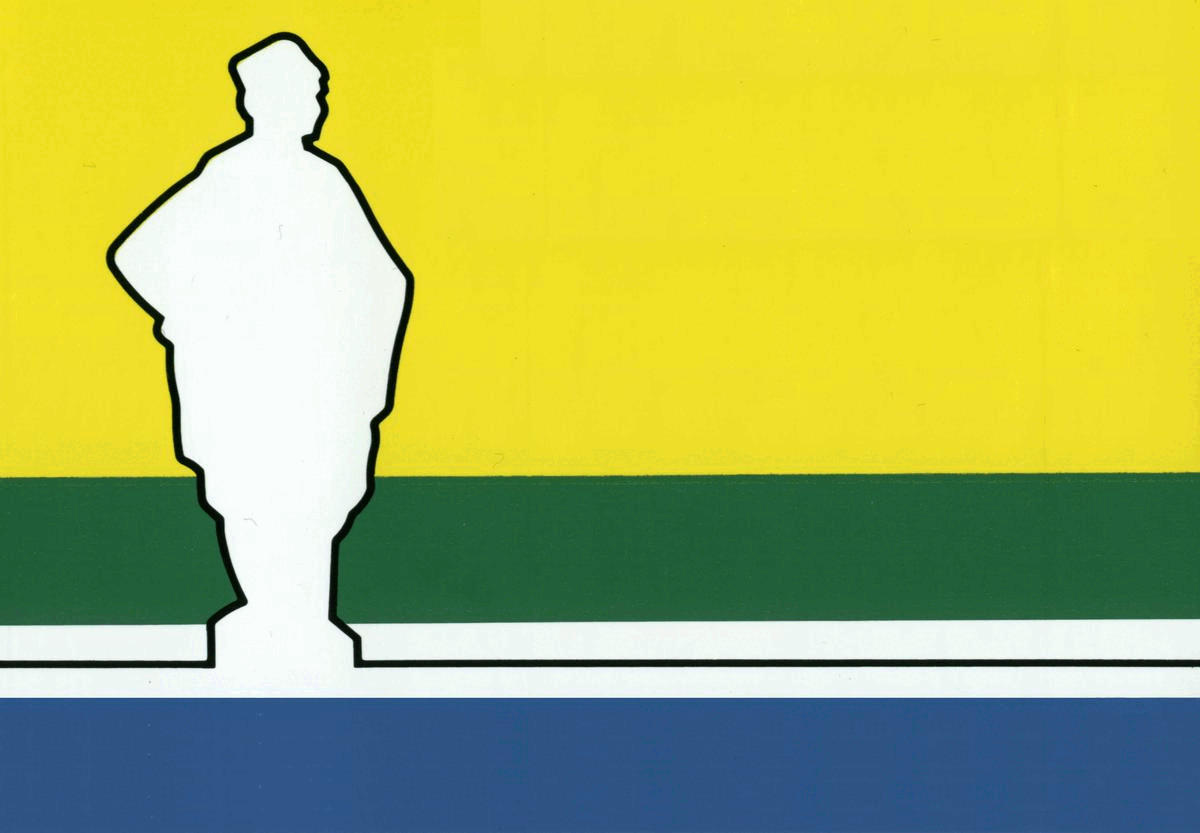
Vlag van Leur

De vlag van Leur werd op 16 september 1989 door het Nederlandse dorp Leur voor het eerst gehesen. De dorpsvlag is ontworpen door W. van Stokhem uit Leur toen de stad Breda 400 jaar bevrijd werd van de Spanjaarden.
De vlag bestaat uit een geel veld met daaronder een groene en blauwe baan. De groene en blauwe banen zijn van elkaar gescheiden door een smalle witte baan met daarin een zwarte lijn. De zwarte lijn vormt richting de mastzijde de witte man: de schipper Adriaan van Bergen. De kleur geel verwijst naar het oude landschap met haar goudgele korenvelden. Groen staat voor de weilanden in de omgeving en blauw voor de Leurse Haven. Leur dankt haar naam aan de lörre turf: turf van mindere kwaliteit. Via de haven van Leur werd deze turf vroeger aangevoerd.
Acht
· Alphen
· Bavel
· Berghem
· Berlicum
· Biest-Houtakker
· Borkel en Schaft
· Chaam
· Cromvoirt
· Cuijk
· Den Dungen
· Dinteloord
· Effen
· Esch
· Galder
· Geeren-Noord
· Gemonde
· Haagse Beemden
· Haaren
· Halsteren
· Helvoirt
· Herpen
· Heusden
· Langenboom
· Leur
· Megen, Haren en Macharen
· Moergestel
· Nieuw-Vossemeer
· Nuland
· Olland
· Orthen
· Princenhage
· Ravenstein
· Rosmalen
· Sint-Michielsgestel
· Sprang
· Steenbergen
· Strijbeek
· Teteringen
· Ulvenhout
· Udenhout
· Velp
· Vierlingsbeek
· Waspik
· Wintelre